# Bonita (canção de Antônio Carlos Jobim)
"Bonita" é uma canção de bossa nova compostar por Antônio Carlos Jobim, com letras em inglês creditado por Gene Lees e Ray Gilbert.
Segundo ao autor brasileiro Ruy Castro, Jobim compôs a música em 1963, depois de ser inspirando por uma "mulher jovem, Candice Bergen, a quem ele tinha prazer de conhecer na casa do president do Atlantic Records, Nesuhi Ertegun. o prazer, a propósito, foi mútuo."
Jobim fez a primeira gravação da música em 1965, para seu álbum, The Wonderful World of Antônio Carlos Jobim. Em 1969, Frank Sinatra gravou a música com Jobim para seu álbum planejado SinatraJobim, mais no ultimo minuto, Sinatra parou o laçamento do álbum. Sente das dez música das aqueles sessões fora eventualmente laçamento como lado A do Sinatra & Company (1971), mas "Bonita" não foi incluindo . a música finalmente apareceu em 1977 em um álbum por Reprise UK titulando, Portrait of Sinatra – Forty Songs from the Life of a Man, e foi mais tarde incluindo em  Sinatra–Jobim Sessions (1979) e Sinatra/Jobim: The Complete Reprise Recordings (2010).
Gene Lees, que tinha escritor diversas letras em inglês para Jobim, afirmou que "Jobim deu minha letra para Bonita, que eu tinha escrito em Nova Iorque, para Ray Gilbert, que altero uma frase ou dois e colocar seu nome na canção. se você olhar no créditos na capa detrás do álbum titulado The Wonderful World of Antonio Carlos Jobim ... você vai encontra aquele crédito do escritor no Bonita que lê Jobim/Gilbert. Gilbert produziu um álbum para Warner Brothers em que ele novamente usar a música, novamente levando credito pela letra.... eu estava furioso nos ambos álbuns e levei o assunto ao American Guild of Authors and Composers. Uma audição foi organizada, com Sheldon Harnick como seu presidente, e eu apresentei a evidencia da minha autoria. O comitê governou que realmente era minha letra, unicamente ou em grande parte.... O revés sobre Bonita era uma das rações que eu desfiz minha amizade com Jobim."